# Stumiaga
Stumiaga è una frazione del comune di Fiavé in provincia autonoma di Trento.
L'abitato di Stumiaga sorge in Val Lomasona ad un'altitudine di 608 m s.l.m. È attraversato dalla Strada statale 421 dei Laghi di Molveno e Tenno. La popolazione è di circa 130 abitanti.

## Storia
Stumiaga è stato un comune italiano istituito nel 1920 in seguito all'annessione della Venezia Tridentina al Regno d'Italia. Nel 1928 è stato aggregato al comune di Lomaso. Nel 1952 è stato poi staccato da Lomaso per essere incluso nel ricostituito comune di Fiavé.